# Bairdiella
Bairdiella is een geslacht van straalvinnige vissen uit de familie van ombervissen (Sciaenidae). Het geslacht is voor het eerst wetenschappelijk beschreven in 1861 door Gill.

## Soorten
- Bairdiella armata Gill, 1863
- Bairdiella chrysoura (Lacépède, 1802)
- Bairdiella ensifera (Jordan & Gilbert, 1882)
- Bairdiella icistia (Jordan & Gilbert, 1882)
- Bairdiella ronchus (Cuvier, 1830)
- Bairdiella sanctaeluciae (Jordan, 1890)